# Aaron Broussard
Aaron F. Broussard (Federal Way, 14 aprile 1990) è un cestista statunitense.

## Palmarès
- Campionato islandese: 1

Grindavik: 2012-13
- Campionato polacco: 1

Włocławek: 2018-19
- Campionato portoghese: 2

Benfica: 2021-22, 2022-23
- Supercoppa di Romania: 1

CSM Oradea: 2020
- Coppa di Portogallo: 1

Benfica: 2023
- Supercoppa del Portogallo: 1

Benfica: 2023